# Jaisalmer
Jaisalmer è una suddivisione dell'India, classificata come municipality, di 58.286 abitanti, capoluogo del distretto di Jaisalmer, nello stato federato del Rajasthan. In base al numero di abitanti la città rientra nella classe II (da 50.000 a 99.999 persone).

## Geografia fisica
La città è situata a 26° 55' 0 N e 70° 54' 0 E e ha un'altitudine di 228 m s.l.m..

## Società

### Evoluzione demografica
Al censimento del 2001 la popolazione di Jaisalmer assommava a 58.286 persone, delle quali 33.408 maschi e 24.878 femmine. I bambini di età inferiore o uguale ai sei anni assommavano a 9.336, dei quali 5.070 maschi e 4.266 femmine. Infine, coloro che erano in grado di saper almeno leggere e scrivere erano 37.057, dei quali 24.500 maschi e 12.557 femmine. Fu fondata dopo l'anno mille e fu il centro politico di uno Stato molto potente. Di quell'epoca rimangono vestigia imponenti fra le quali emergono alcuni templi ed anche una fortezza.